# バイロン・ジャニス
バイロン・ジャニス（Byron Janis、1928年3月24日 - 2024年3月14日）は、アメリカ合衆国のピアニスト。

## 生涯
本名バイロン・ヤンクス（Byron Yanks）としてペンシルベニア州マッキースポートに生まれる。両親はどちらも東欧系ユダヤ人で、本来の苗字はヤンキレヴィッチ（Yankilevich）であった。
少年時代からジュリアード音楽院でレヴィーン夫妻に学び、アルフレッド・コルトーやセルゲイ・ラフマニノフから音楽的な影響を受ける。事故で一つの指の感覚を失ったが、15歳のときトスカニーニの指揮によってデビューする上では妨げにならなかった。その後にロリン・マゼール少年の指揮でセルゲイ・ラフマニノフの協奏曲を演奏、ウラジミール・ホロヴィッツが聴衆の中に交じっており、その招きで4年間ホロヴィッツに師事することができた。ジャニスはホロヴィッツが認めた3人の弟子のひとりである（他のふたりはロナルド・トゥリーニとゲイリー・グラフマン）。
1960年に、最初のアメリカ人として選ばれてソ連に派遣され、ジャニスの演奏は雪融け期間の米ソの交流の幕開けとなった。これをきっかけに世界中で数多くの演奏旅行を行い、多くの作品の初演や、それまで演奏されたことのない協奏曲の上演にも数多く挑戦した。1967年に、偶然フランスの城で、それまで知られていなかったショパンの二つのワルツの自筆譜を二つ発見した。この功績は、ニューヨーク・タイムズ紙上で何度も第一面を飾った。それからジャニスはショパンのワルツの楽譜を校訂することになった。
1984年に米国大統領より表彰された、レーガン大統領主催のホワイトハウスにおける晩餐会の席上で、もう数十年来にわたって重度の関節炎を患っていることを打ち明けた。痛みによってついに手の手術が必要になったが、奇蹟的に回復し、演奏と録音を再開することができた。
アメリカ人としてはかつてないほどの栄誉に輝き、フランス政府からレジオン・ドヌール勲章を贈られたほか、音楽活動や録音に対して様々な賞を受けている。また、イェール大学などアメリカ国内のいくつかの大学から名誉博士号を贈られている。
バッハ以降のピアノ作品を幅広く演奏しており、独奏曲ではとりわけショパンの演奏で、また協奏曲ではラフマニノフやプロコフィエフの演奏が知られている。
画家のマリア夫人（ゲイリー・クーパーの一人娘）とともにニューヨーク在住。
2024年3月14日にニューヨーク市内の病院で死去。95歳没。